# 18377 Vetter
18377 Vetter è un asteroide della fascia principale. Scoperto nel 1991, presenta un'orbita caratterizzata da un semiasse maggiore pari a 2,5736607 au e da un'eccentricità di 0,1973162, inclinata di 14,01330° rispetto all'eclittica.